# Gerald Söder
Gerald Söder (* um 1940) ist ein ehemaliger deutscher Radrennfahrer.

## Sportliche Laufbahn
Gerald Söder fuhr als Aktiver für den SV Lokomotive Leipzig und den ASK Vorwärts Leipzig. Mit der Mannschaft des SV Lokomotive Leipzig fuhr er die DDR-Rundfahrt 1959  und wurde 15. der Einzelwertung, sowie Sechster der Mannschaftswertung. Bei den DDR-Meisterschaften 1962 belegte er Rang zehn im Straßenrennen. Im selben Jahr wurde er in der Nationalmannschaft der DDR eingesetzt und 13. in der Gesamtwertung der Polen-Rundfahrt 1962, sowie Bergwertungsdritter der DDR-Rundfahrt.